# Степанов Сергій Іванович
Сергій Іванович Степанов (7 жовтня 1876, місто Тула, тепер Російська Федерація — 14 серпня 1935, місто Москва, тепер Російська Федерація) — радянський діяч, голова виконавчого комітету Тульської губернської ради, голова Московського обласного суду. Кандидат у члени Президії ВЦВК, член ЦВК СРСР. Член Центральної контрольної комісії РКП(б) у 1924—1925 роках. Член Центральної ревізійної комісії ВКП(б) у 1925—1934 роках.

## Життєпис
Народився в родині робітника. З тринадцятирічного віку був учнем токаря на Тульському патронному заводі. Потім працював робітником—токарем з металу на Тульському патронному заводі в місті Тулі.
З 1895 року — в революційному соціал-демократичному русі. Член РСДРП з 1900 року.
Учасник ІІ з'їзду РСДРП (під псевдонімом Браун).
У 1903 році заарештований за революційну діяльність, у 1905 році звільнений за амністією.
Брав активну участь у збройних виступах у жовтні 1905 року в Тулі, після поразки змушений був покинути місто. Вів нелегальну революційну діяльність у Санкт-Петербурзі, Москві, Оренбурзі, Луганську.
У 1915 році заарештований, засуджений до адміністративного заслання. З 1915 по березень 1917 року перебував у селі Качуг Іркутської губернії. У березні 1917 року звільнений та амністований.
Під час Першої світової війни належав до РСДРП (інтернаціоналістів).
Після жовтневого перевороту 1917 року проводив націоналізацію заводів кольорової металургії.
Член РКП(б) з 1919 року.
У 1919—1925 роках — директор Тульського патронного заводу.
У 1925 — вересні 1929 року — голова виконавчого комітету Тульської губернської ради.
У 1929—1930 роках — голова виконавчого комітету Тульської окружної ради.
У 1930—1933 роках — секретар партійної колегії Московської обласної контрольної комісії ВКП(б).
Одночасно, з 2 жовтня 1930 по 1933 рік — заступник голови виконавчого комітету Московської обласної ради.
У 1933 — 14 серпня 1935 року — голова Московського обласного суду.
У серпні 1935 року потрапив у автомобільну катастрофу. Помер 14 серпня 1935 року в Москві. Похований на Новодівичому цвинтарі Москви 16 серпня 1935 року.